# NGC 838
NGC 838 ist eine aktive, Linsenförmige Galaxie mit hoher Sternentstehungsrate vom Hubble-Typ S0 im Sternbild Cetus südlich des Himmelsäquators. Sie ist schätzungsweise 172 Millionen Lichtjahre von der Milchstraße entfernt und hat einen Durchmesser von etwa 60.000 Lichtjahren. 

NGC 838 bildet zusammen mit NGC 833, NGC 835 und NGC 839 eine Galaxiengruppe, die als Hickson Compact Group 16 (Arp 318) katalogisiert ist. 
Halton Arp gliederte seinen Katalog ungewöhnlicher Galaxien nach rein morphologischen Kriterien in Gruppen. Diese Galaxiengruppe gehört zu der Klasse Gruppen von Galaxien.
Die Typ-II-Supernova SN 2005H wurde hier beobachtet.
Das Objekt wurde am 28. November 1785 vom deutsch-britischen Astronomen William Herschel entdeckt.